# Briteiros (São Salvador)
Briteiros (São Salvador) (oficialmente; também usado São Salvador de Briteiros) é uma povoação portuguesa do Município de Guimarães que foi sede da extinta Freguesia de São Salvador de Briteiros, freguesia que tinha 4,34 km² de área e 980 habitantes (2011), e, por isso, uma densidade populacional de 189,6 hab/km².
A Freguesia de São Salvador de Briteiros foi extinta em 2013, no âmbito de uma reforma administrativa nacional, para, em conjunto com a Freguesia de Briteiros (Santa Leocádia), formar uma nova freguesia denominada União das Freguesias de Briteiros São Salvador e Briteiros Santa Leocádia da qual é a sede.

## Património
- Citânia de Briteiros - tem uma importância excepcional no âmbito dos vestígios deixados pela cultura castreja.[4]

## Personalidades
- Francisco Martins Sarmento, arqueólogo[5]

## População
| População da freguesia de Briteiros (São Salvador) (1864 – 2011) | População da freguesia de Briteiros (São Salvador) (1864 – 2011) | População da freguesia de Briteiros (São Salvador) (1864 – 2011) | População da freguesia de Briteiros (São Salvador) (1864 – 2011) | População da freguesia de Briteiros (São Salvador) (1864 – 2011) | População da freguesia de Briteiros (São Salvador) (1864 – 2011) | População da freguesia de Briteiros (São Salvador) (1864 – 2011) | População da freguesia de Briteiros (São Salvador) (1864 – 2011) | População da freguesia de Briteiros (São Salvador) (1864 – 2011) | População da freguesia de Briteiros (São Salvador) (1864 – 2011) | População da freguesia de Briteiros (São Salvador) (1864 – 2011) | População da freguesia de Briteiros (São Salvador) (1864 – 2011) | População da freguesia de Briteiros (São Salvador) (1864 – 2011) | População da freguesia de Briteiros (São Salvador) (1864 – 2011) | População da freguesia de Briteiros (São Salvador) (1864 – 2011) |
| ---------------------------------------------------------------- | ---------------------------------------------------------------- | ---------------------------------------------------------------- | ---------------------------------------------------------------- | ---------------------------------------------------------------- | ---------------------------------------------------------------- | ---------------------------------------------------------------- | ---------------------------------------------------------------- | ---------------------------------------------------------------- | ---------------------------------------------------------------- | ---------------------------------------------------------------- | ---------------------------------------------------------------- | ---------------------------------------------------------------- | ---------------------------------------------------------------- | ---------------------------------------------------------------- |
| 1864                                                             | 1878                                                             | 1890                                                             | 1900                                                             | 1911                                                             | 1920                                                             | 1930                                                             | 1940                                                             | 1950                                                             | 1960                                                             | 1970                                                             | 1981                                                             | 1991                                                             | 2001                                                             | 2011                                                             |
| 441                                                              | 499                                                              | 489                                                              | 468                                                              | 532                                                              | 574                                                              | 606                                                              | 685                                                              | 778                                                              | 986                                                              | 1 056                                                            | 1 177                                                            | 1 242                                                            | 1 248                                                            | 980                                                              |